# کازوما ایکارینو
کازوما ایکارینو (انگلیسی: Kazuma Ikarino؛ زادهٔ ۳۱ مهٔ ۱۹۸۶) بازیکن فوتبال اهل ژاپن است.